# گاموف ۸۸۱۶
سیارک ۸۸۱۶ (به انگلیسی: 8816 Gamow، نامگذاری:1984YN1) هشت هزار و هشتصد و شانزدهمین سیارک کشف شده‌است که در ۱۷ دسامبر ۱۹۸۴ کشف شد.
قدر مطلق سیارک برابر ۱۳٫۷۰ است.